# Rosebud (Missouri)
Rosebud – miasto w Stanach Zjednoczonych, w stanie Missouri, w hrabstwie Gasconade.